# The Metal Opera Part II
The Metal Opera - Part II är fortsättningen på första skivan The Metal Opera. Berättelsen fortsätter, och precis som föregående skivan så använder sig Tobias Sammet av väldigt många gästmusiker samt sångare.

## Låtlista
1. The Seven Angels - 14:17
2. No Return - 04:29
3. The Looking Glass - 04:53
4. In Quest For - 03:54
5. The Final Sacrifice - 05:02
6. Neverland - 05:00
7. Anywhere - 05:29
8. Chalice of Agony - 06:00
9. Memory - 05:44
10. Into the Unknown - 04:29

## Medverkande
- Tobias Sammet - Sång (alla låtar), keyboard, orkestration, bas på låt 10.
- Henjo Richter - Gitarr
- Markus Grosskopf - Bas
- Alex Holzwarth - Trummor

## Gästmedverkande
- Låt 1: Andre Matos (Shaaman), David DeFeis, Kai Hansen (Helloween), (Gamma Ray), Michael Kiske (Helloween), Oliver Hartmann (At Vance), Rob Rock (Impellitteri), Timo Tolkki (gitarr) (Stratovarius), Frank Tischer (piano)
- Låt 2: Andre Matos (Shaman), Michael Kiske (Helloween)
- Låt 3: Bob Catley
- Låt 4: Bob Catley, Frank Tischer (piano)
- Låt 5: David DeFeis, Jens Ludwig (gitarr)
- Låt 6: Rob Rock (Impellitteri)
- Låt 7: Frank Tischer (piano)
- Låt 8: Andre Matos  (Shaman), Kai Hansen (Helloween), (Gamma Ray)
- Låt 9: Ralf Zdiarstek, Jens Ludwig (gitarr)
- Låt 10: Sharon Den Adel, Timo Tolkki (gitarr) (Stratovarius), Eric Singer (trummor), Norman Meiritz (gitarr)